# リカルド・ウルフ
リカルド・ウルフ（Ricardo Wolf、1887年-1981年）は、ユダヤ系ドイツ系及びキューバ系イスラエル人の発明家、外交官、慈善家。キューバの駐イスラエル大使を務めた他、ウルフ財団も設立した。

## 生い立ち
リカルド・ウルフは1887年にドイツ帝国のハノーファーで生まれた。ハノーファーのユダヤ人社会の中心人物であったモーリツ・ウルフの14人の子供の1人であった。
第一次世界大戦前、ウルフはドイツから第二の故郷となるキューバに移住した。1924年、彼は1920年代のテニス王者であるフランシスカ・スビラナと結婚した。

## 晩年
長年の間、リカルド・ウルフは溶解残渣の中から鉄を回収するプロセスの開発を行ってきた。最終的に成功し、彼の発明は世界中の製鉄所で使われるようになって莫大な富を得た。
ウルフは、キューバ革命の初期からフィデル・カストロを精神的、財政的に支援した。リカルド・ウルフによる継続的な支援と、彼の外交官としての才能を見込み、キューバの指導者は1961年にウルフに駐イスラエル大使に就任してくれるように依頼した。
ウルフは1973年まで大使を務め、キューバはイスラエルと強固な外交関係を築くこととなった。この職を辞するにあたり、ウルフはイスラエルに残ることを決断し、死去するまでそこで暮らすことになった。

## ウルフ財団の設立
1975年、リカルド・ウルフはウルフ財団を設立した。1978年からは、ウルフ財団よりウルフ賞の授与が始まった。ウルフ賞には、農業、化学、数学、医学、物理学、芸術の6部門があり、芸術部門では建築、音楽、絵画、彫刻に隔年に与えられている。それぞれの受賞者に対しては、賞状と10万米ドルの賞金が与えられる。
1981年2月、リカルド・ウルフはヘルツリーヤの自宅で死去した。